# جیانلوکا فالسینی
جیانلوکا فالسینی (انگلیسی: Gianluca Falsini؛ زادهٔ ۲ اکتبر ۱۹۷۵) بازیکن فوتبال اهل ایتالیا است.
از باشگاه‌هایی که در آن بازی کرده‌است می‌توان به باشگاه فوتبال رجینا، باشگاه فوتبال هلاس ورونا، باشگاه فوتبال پارما، باشگاه فوتبال روبور سیه‌نا، باشگاه فوتبال پادوا، باشگاه فوتبال کاتانیا، باشگاه فوتبال مونتسا، باشگاه فوتبال آتالانتا، و باشگاه فوتبال اتلتیکو آرتزو اشاره کرد.